# Grote elektriseermachine

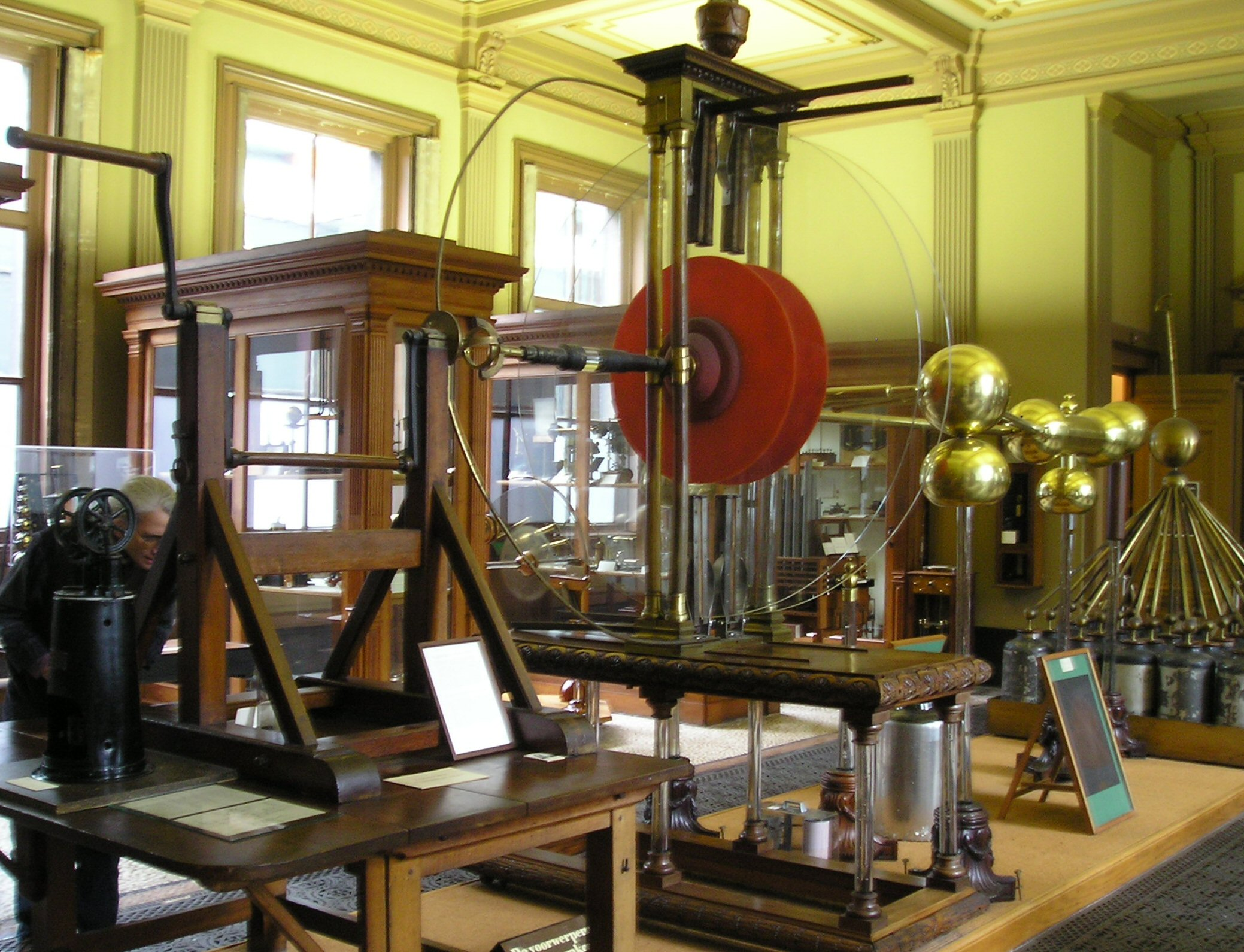
De grote elektriseermachine in Teylers Museum (Haarlem)

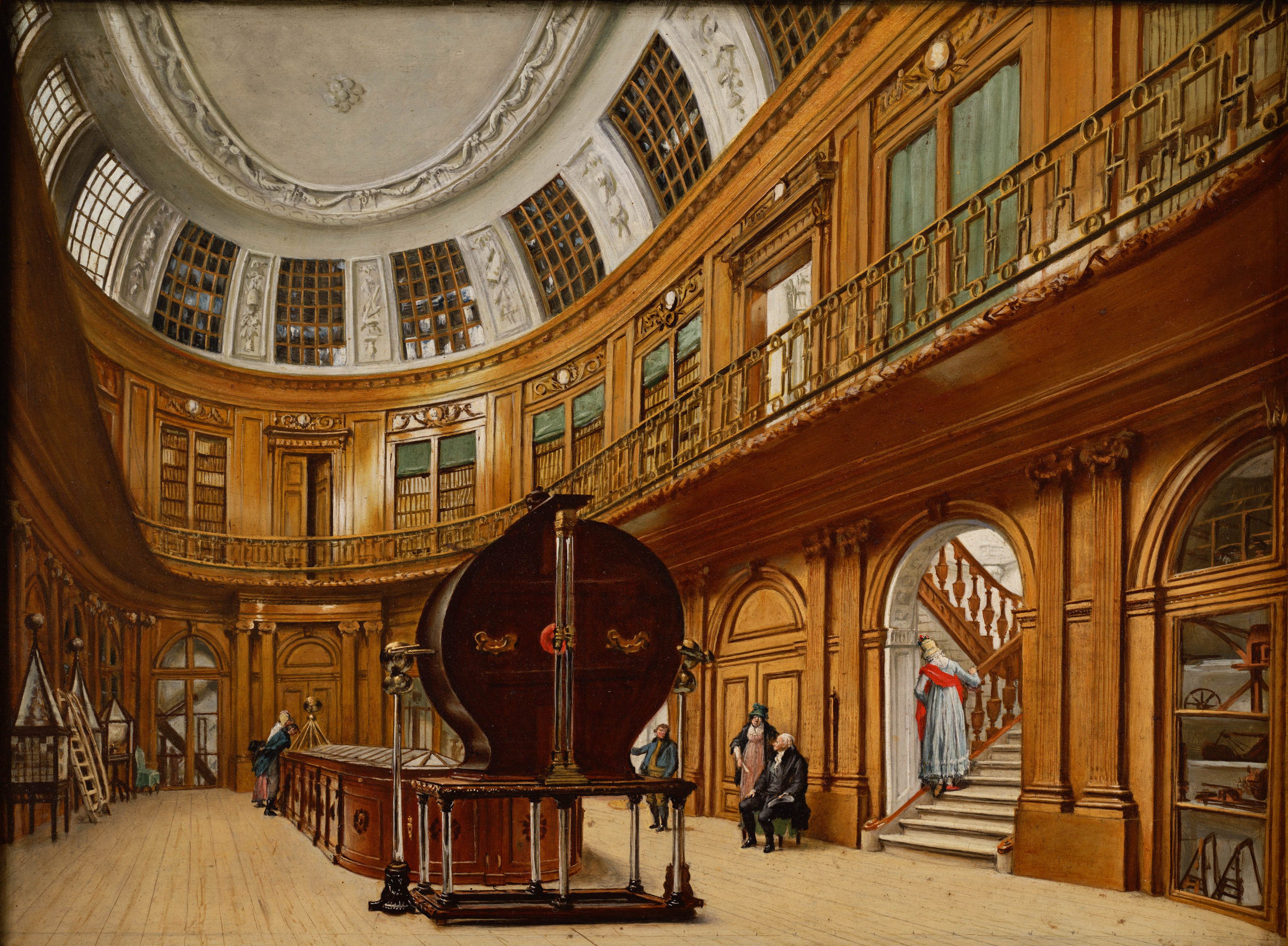
De Ovale Zaal van Teylers Museum, c. 1800-1820. Schilderij van Wybrand Hendriks. Op het schilderij is de grote elektriseermachine van Martinus van Marum te zien in haar oorspronkelijke opstelling in de Ovale Zaal van Teylers Museum

De grote elektriseermachine is een museumstuk dat opgesteld staat in de instrumentenzaal van het Teylers Museum te Haarlem. Deze wrijvingselektriseermachine, de grootste vlakke-plaat-elektriseermachine ter wereld, werd in 1784 gebouwd in opdracht van museumdirecteur Martinus van Marum. Met deze machine konden vonken getrokken worden van 61 centimeter, wat neerkomt op een elektrische spanning van 330.000 volt. Twee mannen waren er nodig om de 1,65 meter grote glazen cirkelvormige platen rond te draaien.

## Geschiedenis
Van Marum (1750-1837) was gefascineerd door de wetenschap van die tijd, en dan met name door statische elektriciteit opgewekt door elektriseermachines. Met zelfgebouwde elektriseermachines deed hij zelf onderzoek naar dit fenomeen. In april 1783 wist hij toestemming te verkrijgen van de Heeren Directeuren van Teylers Stichting voor de aanschaf van een grote elektriseermachine. Hiermee wilde hij veel meer statische elektriciteit opwekken dan alle andere machines van die tijd. Hij meende dat elektrische verschijnselen beter konden worden bestudeerd naarmate de krachten waarmee werd gewerkt groter waren.
Voor het bedrag van 3250 gulden mag de Amsterdamse instrumentmaker John Cuthbertson (1743-1821) de machine bouwen. Het ontwerp is van Van Marum zelf, terwijl Leendert Viervant (1752-1801), de Amsterdamse architect van Teylers Ovale Zaal, voor het bijbehorende houten onderstel tekent. Omdat het instrument door zijn afmetingen een opvallende plaats zou innemen vroeg Van Marum aan Viervant om een tekening hoe men het houtwerk der Electrizeer-machine het meest overeenkomstig de bouworder van het Museum zoude kunnen inrichten.
Na het tekenen van de opdracht op 24 december 1783 begon Cuthbertson meteen aan de bouw ervan. Door voortdurende wijzigingen in het ontwerp was Cuthbertson pas op 8 april 1784, twee maanden later dan afgesproken, klaar met de bouw en staat het wetenschappelijke instrument gereed in zijn Amsterdamse werkplaats om getest te worden. In gezelschap van Paets van Troostwijk ziet Van Marum toe op de test. De eerste test valt tegen; tijdens het opladen lekt de opgewekte lading weg via de as van de glazen schijven en het frame waarin deze ronddraait. Het besluit van Van Marum om de houten poten van het frame te vervangen door glas zorgt voor een kostenoverschijding van 300 gulden en een vertraging van een half jaar omdat het glas speciaal uit Engeland moet overkomen.
Op 8 november heeft Cuthbertson de aanpassing doorgevoerd en kan de machine opnieuw getest worden. Na diverse verbeteringen deed hij het een dag later. Op 16 december 1784 werd de machine afgebroken en op transport gezet naar Haarlem waar hij werd opgesteld in de Ovale Zaal van het museum. Op 24 december vond de eerste demonstratie plaats en krijgen de Heeren Directeuren een werkende elektriseermachine te zien. Cuthbertson kreeg zijn rekening prompt betaald met daarop zelfs een bonus van 250 gulden en voor zijn knecht een fooi van 25 gulden. Kort daarna, in 1785, voegde Van Marum 135 (later uitgebreid tot 225) Leidse flessen toe aan zijn elektriseermachine waarin hij de opgewekte lading kan opslaan.
Met het gereedkomen met de instrumentenzaal in 1885 verhuisde de grote elektriseermachine naar deze nieuwe museumzaal waar het sindsdien een centrale plaats inneemt.

## Werking
Het hart van Van Marums grote elektriseermachine zijn de twee 1,65 meter grote glazen schijven, opgehangen in een fraai mahoniehouten draagstel met glazen kolommen. Door het ronddraaien van de glazen schijven wreven deze tegen acht met paardenharen gevulde en met amalgaam bedekte kussens aan die door bladveren tegen de glasplaten worden aangedrukt.
Hoewel glas en de kussens beide isolatoren zijn springen er, door het zogenaamde 'tribo-elektrisch effect', elektronen over van het glas naar het kussen. Hierdoor worden de glazen platen positief geladen. Als de nu geladen glazen platen een kwartslag gedraaid zijn komt de lading terecht bij een messing, puntige kam die geïsoleerd staat opgesteld ten opzichte van aarde. Elektronen uit de kam lekken weg naar de platen waardoor de kam positief geladen wordt.
Door het continu ronddraaien van de glazen platen worden de kam en de daaraan verbonden geleiders en Leidse flessen steeds verder opgeladen. Het elektrisch veld tussen deze geleiders en een naburig geaarde geleider wordt steeds groter – totdat de lucht ertussen de ladingdragers niet meer gescheiden kan houden. Met een luide knal ontstaat er een lange, felle vonk.

## Experimenten
Tien jaar lang deed Van Marum onderzoek met de elektriseermachine, ook op het gebied van de elektrochemie en de elektrofysiologie.
Het grootste nadeel van een elektriseermachine is dat deze niet functioneert als de luchtvochtigheid te hoog is, een situatie die regelmatig in Nederland voorkomt. Dit was dan ook de reden dat een demonstratie geen doorgang kon vinden als keizer Napoleon Bonaparte, tijdens een verblijf in Nederland, op 24 oktober 1811 een bezoek bracht aan het museum. Wel kreeg hij de werking te zien van een kleine elektriseermachine die opgesteld staat in een droge kamer en van een zuil van Volta.
Desondanks kan Van Marum met de machine belangrijke metingen en experimenten doen, zoals smeltende metaaldraden en ontladingen in gassen. De resultaten van zijn proeven beschreef hij in het vuistdikke boek Beschryving eener ongemeen groote Electrizeer-machine, geplaatst in Teyler’s Museum te Haarlem, en van de Proefneemingen met dezelfde in ’t werk gesteld.
Begin 19e eeuw was de rol van elektriseermachines grotendeels uitgespeeld. Met de zuil van Volta was elektriciteit op te wekken die zich veel beter leende voor wetenschappelijk onderzoek. In plaats van kortstondige ontladingen leverde deze langdurige elektrische stroom uit chemische reacties. Op verzoek van Alessandro Volta gebruikt Van Marum de grote elektriseermachine voor het laatst. Hij liet zien dat "wrijvingselektriciteit" hetzelfde was als "galvanische elektriciteit" uit Volta’s zuil.

## Fotogalerij

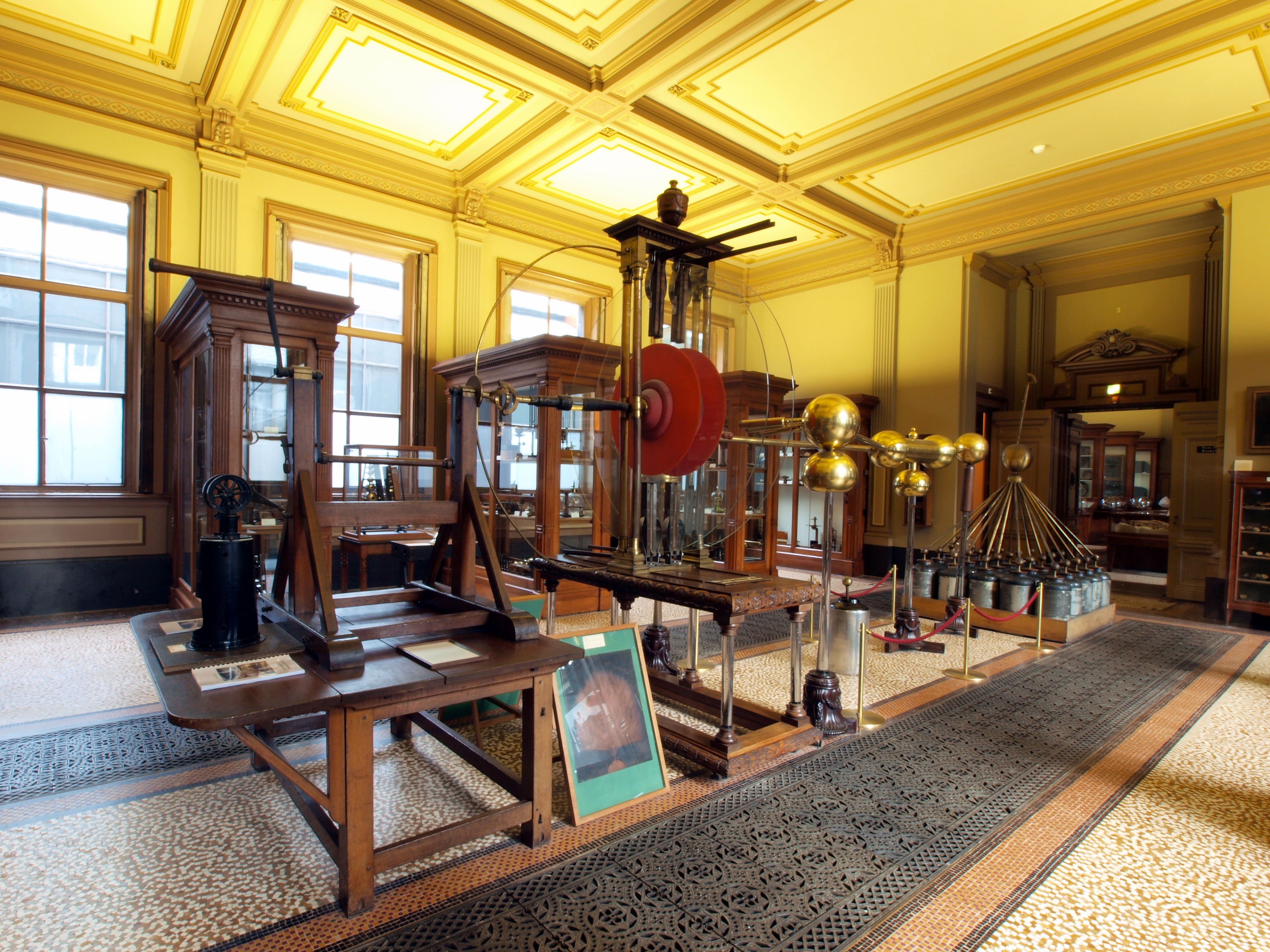
Elektriseermachine gezien vanaf de voorzijde
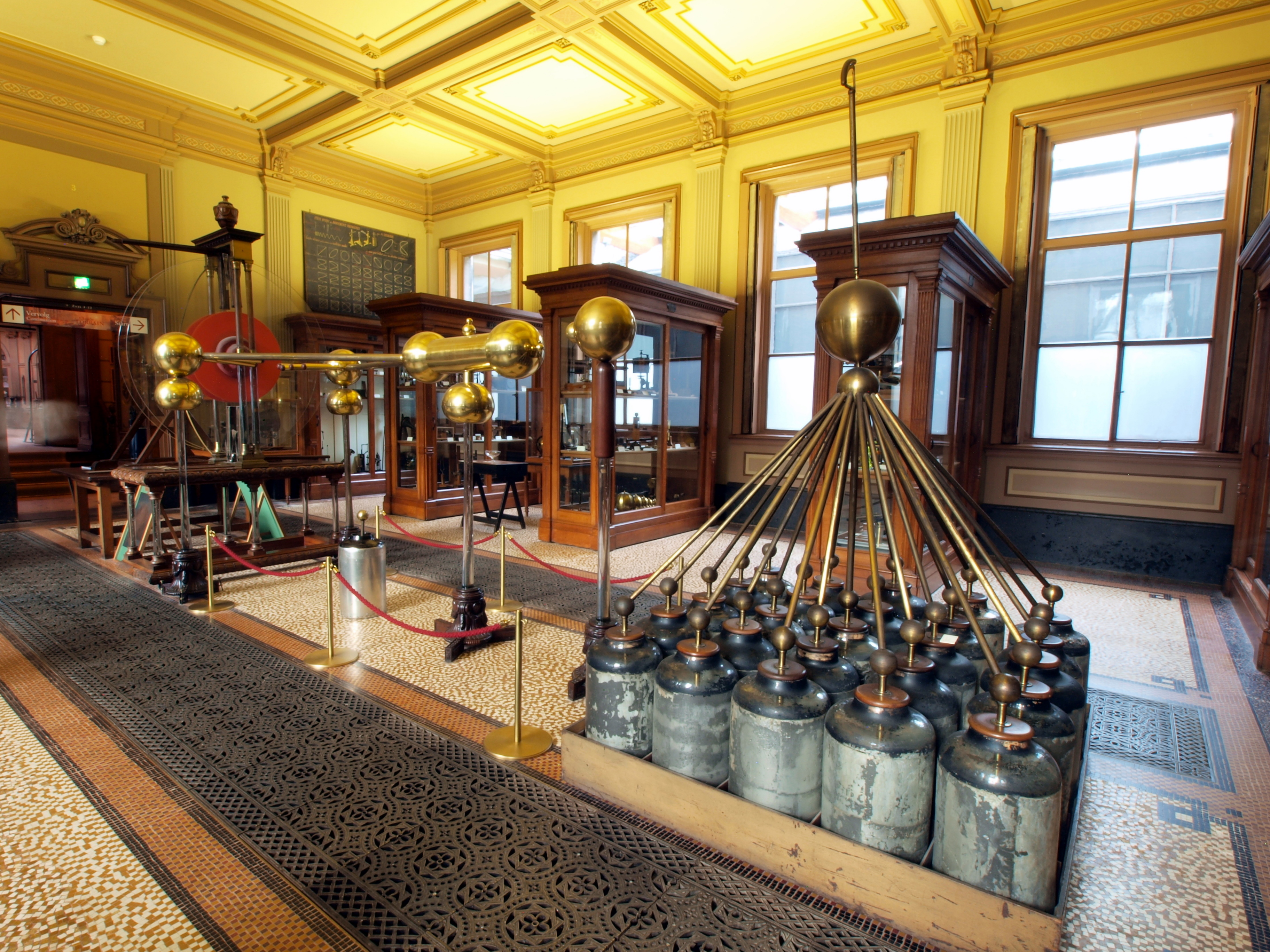
Elektriseermachine gezien vanaf de achterzijde
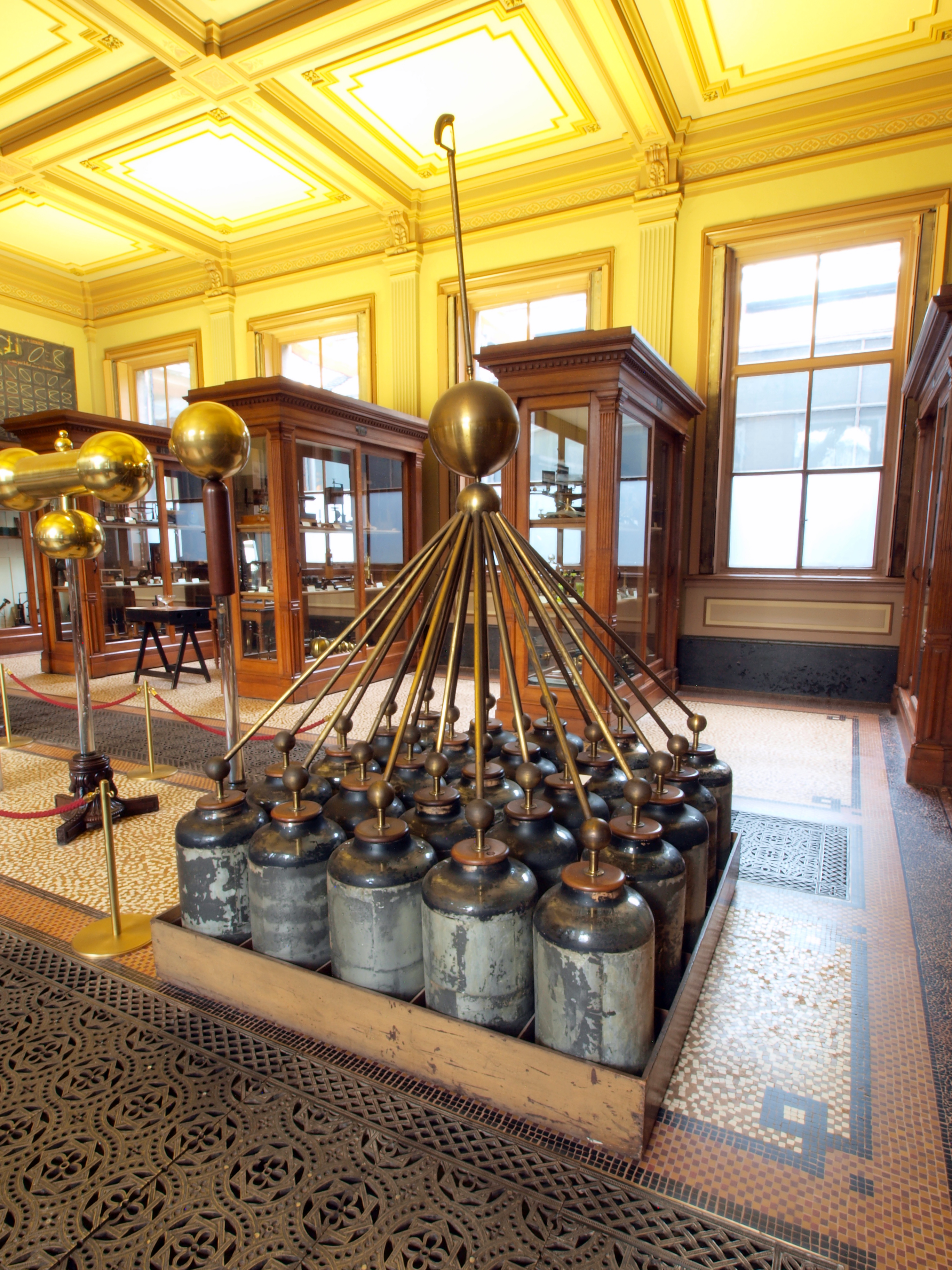
Detail van de Leidse flessen